# Zgon
Zgon bosnyák falu Bosznia-Hercegovinában, a Bosznia-hercegovinai Föderáció Una-Szanai kantonjában, Ključ községben.

## Fekvése
Bosznia-Hercegovina nyugati részén, Bihácstól légvonalban 78, közúton 97 km-re délkeletre, Ključtól légvonalban 2, közúton 4 km-re északkeletre, a Szana jobb partján fekszik. 

## Népessége
| Nemzetiségi csoport | Népesség 1991 | Népesség 2013 |
| ------------------- | ------------- | ------------- |
| Szerb               | 1             | 0             |
| Bosnyák             | 678           | 631           |
| Horvát              | 1             | 0             |
| Jugoszláv           | 7             | 0             |
| Egyéb               | 3             | 4             |
| Összesen            | 690           | 635           |

## Története
A régészeti leletek tanúsága szerint Zgon területe már az őskorban is lakott volt. Határában a Szana-folyó mellett két őskori lelőhely is található, melyek közül az egyik a késő neolitikumra, a másik pedig a késő bronzkorra és a korai vaskorra datálható. Leletei alapján a „Gradina” lelőhely a vučedoli kultúrával lehet összefüggésben, mely kultúrának a központja a Szerémségben, a Vukovár melletti Vučedol nevű településen volt, de kiterjedt a Nyugat-Balkánra is. A kultúra virágzása az i. e. 3000–2200 közötti időszakra a kőrézkorra esett.
Zgon falu 1878-ig tartozott az Oszmán Birodalomhoz, majd az Osztrák-Magyar Monarchia része lett. 1879-ben az első osztrák-magyar népszámlálás során a faluban 30 házat és 226 muszlim lakost számláltak. 1910-ben 69 házat, 84 ortodox szerb és 220 muszlim lakost találtak itt. A monarchia szétesésével 1918-ben előbb a Szerb-Horvát-Szlovén Királyság, majd 1929-től a Jugoszláv Királyság része. 1921-ben a faluban 66 házat és 368 lakost számláltak. 1945-től a település a szocialista Jugoszlávia része volt.

## Nevezetességei
- Gradina – őskori erődített település maradványai a Szana partján, egy sziklás magaslaton találhatók. A lelőhelyen ma már nincs nyoma az erődítéseknek. A kultúrréteg a magaslat oldalában a humuszos talajban található, kerámiatöredékek formájában. A legjelentősebb lelet egy legyező alakú, rézből készített szekerce volt, mely egy késő újkőkori kultúra, valószínűleg a vučedoli kultúra itteni jelenlétére utal.[4]

- Selište – őskori település maradványa. A lelőhely egy a Szana völgye feletti teraszon található. A lelőhely egy keskeny, hosszúkás részén fennmaradt a kultúrréteg, ahol 1961-ben A. Benac vezetésével szondázó ásatásokat végeztek. A leggazdagabb leletenyag 90 cm-es mélységből került elő. A települést a késő bronzkorban alapították és a korai vaskorig folyt itt élet.[4]

- Az első zgoni mecset még 1759-ben épült fából, fa minarettel. Ezt a régi mecsetet 1933-ban lerombolták. Az új, kőből épített mecset a 20 méter magas minarettel 1935-ben épült. Ezt a mecsetet 1942-ben felgyújtották. 1946-ban ugyanott és azonos méretekben új mecsetet építettek. Ennek a mecsetnek a mérete 10 x 9 méter volt. Romlott állapota miatt 1989-ben ezt a mecsetet lebontották és ugyanott újat építettek helyette. Az újonnan épült mecsetnek nem volt minaretje, hanem csak az anyagot készítették oda az építkezéshez. A Bosznia-Hercegovinai Köztársaság elleni agresszióban a mecsetet alaposan kifosztották, a minaret építéséhez előkészített anyagot pedig elvitték.[8]